# William K. Reilly

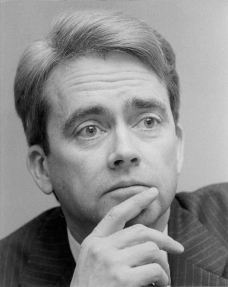
William K. Reilly

William Kane Reilly (* 26. Januar 1940 in Decatur, Illinois) ist ein US-amerikanischer Manager und ehemaliger Administrator der Environmental Protection Agency (EPA).

## Biografie
Nach dem Besuch der Durfee High School in Fall River studierte er Geschichte an der Yale University und erwarb dort 1962 einen Bachelor of Arts (B.A. History). Ein anschließendes Postgraduiertenstudium der Rechtswissenschaften an der Law School der Harvard University beendete er 1965 als Juris Doctor (J.D.). Im Anschluss leistete er seinen Militärdienst bei der US Army und diente 1966 bis 1967 als Hauptmann in Europa. Danach absolvierte er ein weiteres Postgraduiertenstudium der Stadtplanung an der Columbia University und erwarb dort 1971 einen Master of Science (M.S. Urban Planning).
Nach einer zweijährigen Tätigkeit als Mitarbeiter des Präsidialrates für Umweltqualität (President's Council on Environmental Quality) wurde er 1973 Präsident der Umweltschutzorganisation The Conservation Foundation und hatte dieses Amt bis 1989 inne. Zugleich war er von 1985 bis 1989 Präsident des US-amerikanischen World Wildlife Fund (WWF). 1989 wurde er durch US-Präsident George Bush zum Administrator der Umweltschutzbehörde EPA ernannt und bekleidete dieses Amt bis zum Ende von Bushs Amtszeit 1993.
Nach Beendigung dieser Tätigkeit wechselte er in die Privatwirtschaft und ist seit 1993 Mitglied des Board of Directors von DuPont, seit 1998 von Royal Caribbean Cruises, von 1998 bis 2002 von Conoco Inc., seit 2000 von Ionics, Inc., seit 2002 von ConocoPhillips, seit 2006 von Enviance sowie seit 2007 von Eden Springs, Ltd. Daneben ist er seit 1997 Partner, Präsident und Chief Executive Officer von Aqua International Partners. Außerdem ist Reilly in gesellschaftlichen Institutionen und Organisationen engagiert und unter anderem Treuhänder (Trustee) der National Geographic Society und der David and Lucile Packard Foundation. 2007 wurde er in die American Academy of Arts and Sciences gewählt.
Nach der Ölkatastrophe im Golf von Mexiko wurde er 2010 von US-Präsident Barack Obama zum Co-Vorsitzenden der Kommission zur Untersuchung der Katastrophe ernannt.